# Station Hallingskeid
Station Hallingskeid  is een station in Hallingskeid in  de gemeente Ulvik in Hordaland in Noorwegen. Hallingskeid, op ruim 1100 meter hoogte, ligt aan Bergensbanen. 